# Val Degano

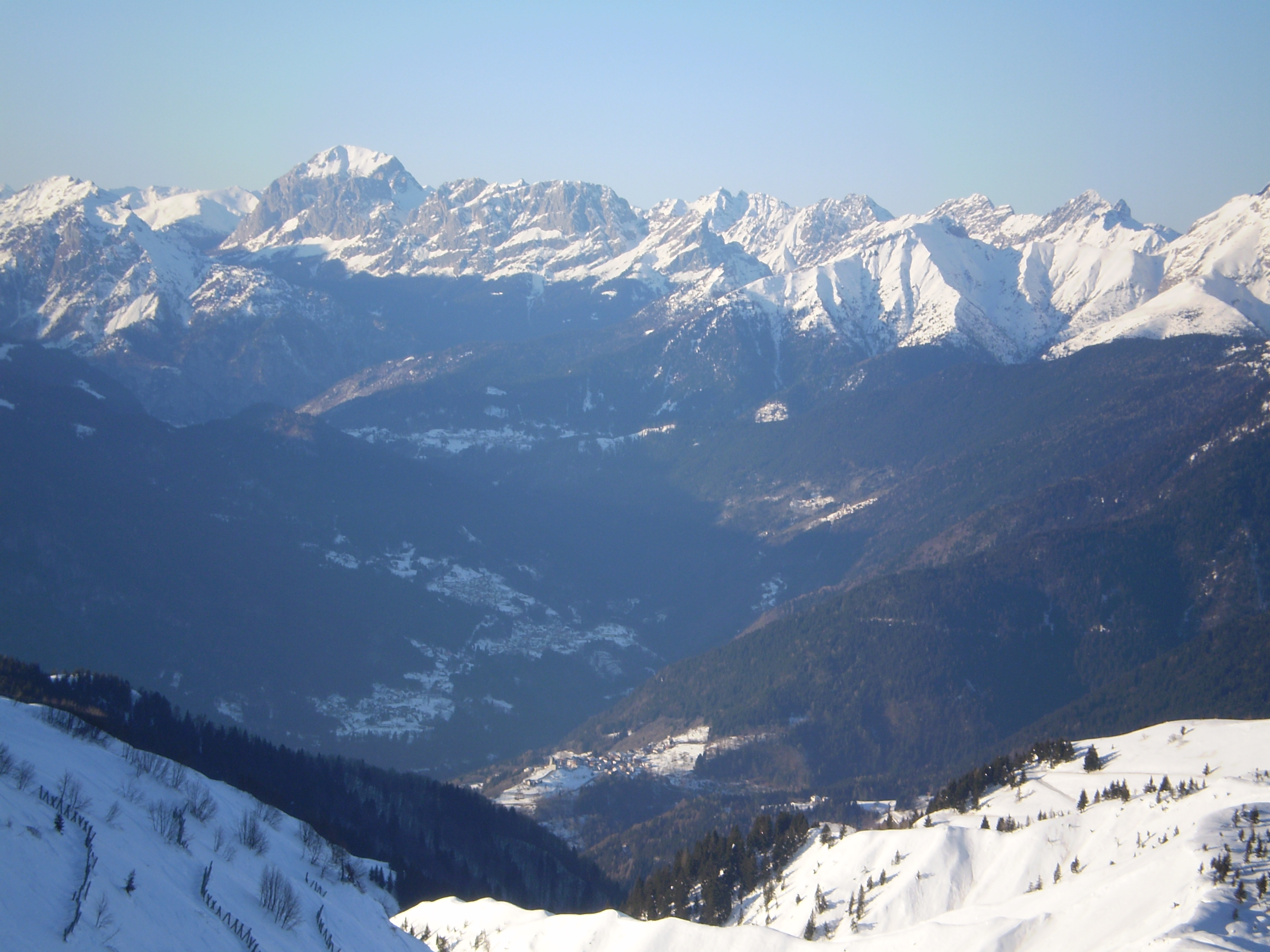
La vall a l'hivern

Val Degano (friül Cjanâl di Guart) és una de les set valls de la Cjargne, una de les comarques de la província d'Udine (Friül). De nord a sud és travessada pel torrent homònim, que neix a Forni Avoltri per a desembocar al Tagliamento després d'Enemonzo i Villa Santina. Els municiñis de la vall són:
- Forni Avoltri (Fôr Davuàtri)
- Rigolato (Rigulât)
- Comeglians (Comelians)
- Ovaro (Davâr)
- Raveo (Raviei)